# Rhododendron barbatum
Rhododendron barbatum är en ljungväxtart som beskrevs av Nathaniel Wallich och George Don jr. Rhododendron barbatum ingår i släktet rododendron, och familjen ljungväxter. Utöver nominatformen finns också underarten R. b. imberbe.